# Escola del Treball (Badalona)
L'edifici de l'antiga Escola del Treball de Badalona, actual seu del Conservatori de Música, és una obra noucentista d'Adolf Ruiz i Casamitjana protegida com a bé cultural d'interès local. Es va construir al mateix lloc on hi havia abans la cooperativa de consum La Bienhechora.
És un edifici amb soterrani, planta baixa, i dos pisos. Les aules es disposen al sud, entorn dues meitats irregulars, destacant l'eix des de la porta d'entrada, amb una petita marquesina de ferro, fins al coronament piramidal d'estructura de fusta recoberta de pissarra. Sota la cornisa hi ha esgrafiats al voltant de les finestres.
Té el seu origen en l'escola de la cooperativa La Bienechora de l'Ateneu Obrer de Badalona. L'any 1915 fou fundada l'Escola Municipal d'Arts i Oficis per iniciativa de la Mancomunitat de Catalunya. Com a conseqüència de l'Estatut de l'ensenyament industrial i professional promogut pel règim de Primo de Rivera, es va construir el nou edifici (1924-1925) per a l'Escola Elemental del Treball. L'any 1957 va passar a anomenar-se Escola de Maestria Industrial. L'any 1970 va convertir-se en institut de Formació Professional fins que l'any 1983 es va traslladar a un nou edifici passant a ser l'Institut d'Educació Secundària La Pineda.
L'edifici va ser remodelat l'any 1990 passant a ser la seu del Conservatori Professional de Música de Badalona que ja havia utilitzat les instal·lacions provisionalment en els inicis com a Escola Municipal de Música.